# روابط آمریکای لاتین و ایران

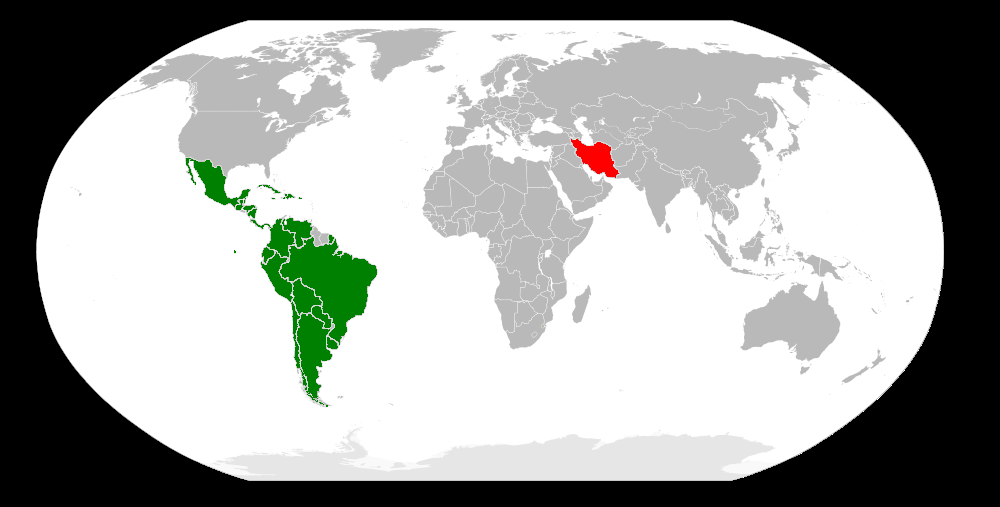

روابط آمریکای لاتین و ایران از سال ۱۹۰۲ آغاز شد. در این سال بود که سفر اسحاق‌خان مفخم‌الدوله، وزیر مختار ایران در واشنگتن، به آمریکای جنوبی انجام شد و عهدنامه‌های مودت و بازرگانی با کشورهای مکزیک، برزیل، آرژانتین، اروگوئه و شیلی به امضا رسید. در زمان به قدرت رسیدن حکومت پهلوی این روابط گسترش یافت و تا گشایش سفارتخانه‌های طرفین پیش رفت. در دوران جنگ سرد، با توجه به دیدگاه‌های همسو با آمریکا رهبران وقت ایران و کشورهای حوزه آمریکای لاتین روابط بیشتر در راستای همکاری جهت تحکیم مواضع در مقابل اتحاد جماهیر شوروی و کمونیست‌ستیزی معطوف شده بود. در بعد اقتصادی درآمدهای زیاد نفتی ایران مورد توجه کشورهای آمریکای لاتین قرار داشت و در این چهارچوب ایران به تشویق آمریکا در برخی از کشورهای این منطقه سرمایه‌گذاری کرد.
با پیروزی انقلاب ۱۳۵۷ در ایران و بحرانی شدن روابط ایران و آمریکا، برخی کشورهای آمریکای لاتین اقدام به قطع روابط با ایران نمودند(مکزیک و شیلی) و برخی دیگر به شکل غیر فعال به کار خود ادامه دادند. در زمان جنگ ایران و عراق با دستورکار قرار دادن برقراری روابط دوستانه با کشورهای دنیا توسط وزارت امور خارجه ایران و برون‌رفت از انزوای سیاسی، گسترش روابط با کشورهای آمریکای لاتین در دستور کار قرار گرفت و تا پایان جنگ و بعد از آن سفارتخانه‌های ایران در کشورهای شیلی، اروگوئه، کوبا، نیکاراگوئه و کلمبیا افتتاح و آغاز به کار کردند. با توجه وضع تحریم‌های علیه ایران توسط کشورهای غربی به ویژه آمریکا، واردات از آمریکای لاتین افزایش یافت و کشورهایی چون آرژانتین، برزیل و اروگوئه تبدیل به ترمینال‌های ورود کالاها و اقلام مورد تحریم برای ایران شدند. با پایان یافتن جنگ سرد کشورهای این منطقه که اختیارات و آزادی عمل بیشتری در اختیار داشتند، اقدام به گسترش روابط اقتصادی و فرهنگی خود با ایران نمودند. با روی کارآمدن سید محمد خاتمی و دولت هفتم، وی که شعارش را توسعه سیاسی خوانده بود، اقدام به گسترش روابط سیاسی با این کشورها نمود. سفر وی به ونزوئلا و کوبا، سفر حسن حبیبی، معاون اول دولت هفتم به کشورهای کلمبیا، ونزوئلا و کوبا و سفرهای هوگو چاوز و فیدل کاسترو و دیگر مقامات سیاسی این کشورها به ایران اشاره کرد.
با قدرت گرفتن حکومت‌های چپ‌گرا، ضد امپریالیسم آمریکا و ناسیونالیست و اولویت‌های آنان درسیاست‌های اقتصادی، اجتماعی، سیاسی که در راستای منافع جمهوری اسلامی ایران نیز قرار داشت، روابط ایران با آمریکای لاتین وارد مرحله جدیدی گردید. با روی کار آمدن دولت نهم جمهوری اسلامی ایران و تلاش برای نزدیک‌شدن به آن دسته از کشورهای آمریکای لاتین که مخالف سیاست‌های سلطه‌گرانه آمریکا در آمریکای جنوبی بودند، روابط با برخی کشورهای طرفدار آمریکا رو به افول نهاد. به عبارت دیگر ایران برای بهره‌برداری از تغییرات سیاسی و حکومتی کشورهای این منطقه اقدام به رفتار گزینشی با کشورهای این منطقه نمود. از جمله منافعی که ایران در برقراری روابط نزدیک با برخی از این کشورها داشته، در دورزدن تحریم‌های علیه ایران و دست‌یابی به اورانیوم خام مورد نیاز برای فعالیت‌های هسته‌ای‌اش از معادن اکوادور و ونزوئلا بوده‌است. قابل ذکر است بی‌توجهی و غفلت دولت جورج دابلیو بوش به این منطقه در دوره دوم ریاست‌جمهوری‌اش و توجه بیش از حد به خاورمیانه، افغانستان و عراق در همگرایی، وحدت و توسعه مناسبات بین کشورهای این منطقه و کشورهای دیگر همچون روسیه و چین و ایران مؤثر بوده‌است.
مبارزه با آمریکا که به شعار اصلی بسیاری از رهبران نوظهور آمریکای لاتین تبدیل شده، فرصتی است که هیچ کشوری به اندازه جمهوری اسلامی ایران نتوانست از آن بهره‌برداری کند. تلاش کشورهای منطقه برای خارج شدن از سلطه آمریکا، بیشتر از هر چیز آن‌ها را نیازمند متحدانی کرد که در این زمینه یعنی ضدیت با آمریکا با آن‌ها همگام هستند.
آمریکا از نفوذ ایران در این منطقه مکرراً ابراز نگرانی نموده و به کشورهای این منطقه دربارهٔ تحکیم روابط با ایران هشدار داده است.
علی‌رغم اینکه در زمان دولت دهم ایران، ایران سعی کرد که در این منطقه نفوذ کند و با کشورهای این منطقه ارتباط نزدیکی برقرار کند که از جمله مزایای این ارتباط، تسهیل دور زدن برخی تحریم‌های یک‌سویه از جانب کشورهای غربی بود، با شروع به کار دولت یازدهم، نشانه‌هایی دال بر بی‌میلی مقامات این دولت نسبت به ادامه روابط با این کشورها به چشم می‌خورد. تعطیلی دفتر شرکت ملی نفت ایران در دو کشور بولیوی و ونزوئلا، از جمله اقداماتی است که در ماه‌های نخست شروع به کار دولت یازدهم، خبرساز شد.